# Conferência das Organizações Nacionalistas das Colónias Portuguesas
Die Conferência das Organizações Nacionalistas das Colónias Portuguesas, abgekürzt CONCP, zu Deutsch Konferenz der nationalistischen Organisationen der portugiesischen Kolonien, war eine Organisation für die Zusammenarbeit nationaler Befreiungsbewegungen und -organisationen in den portugiesischen Kolonien Afrikas in den 1960er und 1970er Jahren. Ziel war es durch eine verstärkte Zusammenarbeit der Unabhängigkeitsbewegungen stärkeren Widerstand, mehr politischen Erfolge und eine internationale Isolierung Portugals zu erreichen. Politisch gesehen galt die Dachorganisation als „sozialistisch“ sowie der Casablanca-Gruppe und der Sowjetunion nahestehend.
Die CONCP wurde am 18./19. April 1961 in Casablanca (Marokko) gegründet und unterhielt ein ständiges Sekretariat in Rabat mit Marcelino dos Santos als Generalsekretär. Mit der Gründung ersetzte die CONCP die vorhergehende, erfolglose Dachorganisation Frente Revolucionária Africana para a Independência Nacional (FRAIN), die von der PAIGC und der MPLA im März 1960 in Tunis gegründet worden war, sowie das 1959 gegründete Comité de Libertação dos Territórios Africanos sob Domínio Português. Zur CONCP gehörten die PAIGC (für Guinea und Kap Verde), die MPLA und die União Nacional dos Trabalhadores de Angola (für Angola), die UDENAMO – später ersetzt durch die FRELIMO – (für Mosambik), und die MLSTP (für São Tomé und Príncipe). Anfangs gehörte auch eine Gruppe von indischen Goesen der Kongresspartei von Goa zur CONCP.
Die zweite Konferenz der CONP fand im Oktober 1965 in Dar es Salaam (Tansania) statt, auf der Amílcar Cabral der PAIGC zum Sprecher der CONCP ernannt wurde.
Inwiefern die CONCP als Organisation erfolgreich war, ist wissenschaftlich umstritten. Unter anderem gehört zu den Erfolgen ein Treffen von Führern der Unabhängigkeitsbewegungen mit Papst Paul VI. 1970 im Vatikan, sowie die Aberkennung der angolanischen Exilregierung (GRAE) durch die Vereinten Nationen. Andererseits galt die CONCP als so lose organisiert, dass sie nach 1961 ihre zweite Konferenz mehrmals verschieben musste, bis sie erst vier Jahre später im Oktober 1965 in Tansania stattfand. Auch konnte die CONCP nie militärische Alliierte innerhalb wie außerhalb Afrikas – beispielsweise die Sowjetunion – für eine Kampf gegen die Portugiesen gewinnen, geschweige denn große diplomatische Unterstützung anderer afrikanischer Staaten. Für den südafrikanischen ANC war die Existenz der CONCP dagegen anfangs von einer gewissen Bedeutung, weil auf diesem Wege schnell ein enger Kontakt zu deren Mitgliedsorganisationen aufgebaut werden konnte; zumal untereinander dieselbe Überzeugung geteilt wurde, dass eine Befreiung von einem Unterdrückungssystem nur mit ähnlichen Mitteln erlangt werden könne.